# Miriam Orleska
Miriam Orleska (ur. ok. 1900 w Warszawie, zm. 1943 w Warszawie lub Obozie zagłady w Treblince) – polska aktorka teatralna pochodzenia żydowskiego związana z Trupą Wileńską; ofiara Holocaustu.

## Życiorys
W ostatniej klasie gimnazjum rozpoczęła przygodę z aktorstwem w grupie Dawida Hermana i wystąpiła w spektaklu Mitn sztrom (jid. ‏Z prądem‎) według utworu Szaloma Asza.
Uczyła się aktorstwa w Instytucie Pedagogicznym w Warszawie na kursach Heleny Hryniewieckiej, Antoniego Bednarczyka oraz Aleksandra Zelwerowicza. W 1919 związała się z Trupą Wileńską, z którą występowała w Polsce, Rumunii, Francji, Niemczech, Holandii, Belgii i Anglii.
Grała główną rolę w Czarnym getcie według sztuki Eugene'a O'Neilla All God's Chillun Got Wings, przetłumaczonej na jidysz przez J. Rotbauma, wystawianej na deskach warszawskiego teatru Scala. Jej najbardziej znaną rolą była Leia w sztuce Dybuk Szymona An-Skiego, w inscenizacji Dawida Hermana.
Była żoną Mordechaja Mazo, sprawującego funkcję impresaria i kierownika administracyjnego w Trupie.
Po wybuchu II wojny światowej razem z mężem znalazła się w getcie warszawskim. Wraz ze współpracownikami z teatru organizowali życie kulturalne. Według Emanuela Ringelbluma pomagała kelnerkom w kuchni dla literatów przy ulicy Leszno 40. W Żydowskiej Samopomocy Społecznej badała sytuację materialną osób ubiegających się o pomoc.
Zginęła w trakcie akcji deportacyjnej w getcie lub w obozie zagłady w Treblince.